# Ricardo Trogi
Ricardo Trogi (/ʁi.kaʁ.do tʁɔd.ʒi/, en italien : /ˈtʁɔ.d͡ʒi/), né le 25 mars 1970 à Québec, est un cinéaste et scénariste québécois.

## Biographie
Son père est italien, mais il a vécu son enfance dans la ville de Québec. Sa mère, Claudette, est originaire de la Côte-Nord. Il a une sœur, Nadia.
Il a étudié à l'école secondaire Les Compagnons de Cartier à Sainte-Foy.
Il est l'un des participants de la Course destination monde, édition 1994-1995.
À partir de 1995, il produit et réalise une dizaine de courts métrages qui l’amèneront au Festival de Cannes (Seconde Chance), au Festival de Toulouse (Il Tango della nueve) et aux Rendez-vous du cinéma québécois (C'est arrivé près de chez nous). Il travaille ensuite en télévision et dans le monde de la publicité (pour le compte de McDonald's et de Loto-Québec, entre autres).
En 2002, il coscénarise et réalise son premier long métrage, Québec-Montréal, qui a connu un succès inattendu. Il gagnera plusieurs prix Jutra. Par la suite, il réalise les feuilletons télévisés Smash et Smash 2, mettant en vedette Daniel Lemire. En 2005, il achève le tournage et le montage du film Horloge biologique, diffusé en salle à compter du 5 août. En 2006, il réalise la télésérie Les Étoiles filantes, diffusé sur les ondes de Radio-Canada.
En 2009, c'est 1981, son troisième long métrage, dans lequel il se souvient, avec humour et émotion, de l'année de ses 11 ans. Cinq ans plus tard, il poursuit cette veine autobiographique avec 1987 : ses 17 ans, l'âge des émois, des angoisses et des coups stupides. En 2018, il poursuit avec 1991 dans lequel il présente son voyage en Italie alors qu'il veut rejoindre la femme de sa vie. En 2024, il en fait une quadrilogie avec 1995 qui raconte comment sa participation à la Course destination monde a changé sa vie.
En 2015, sort le film Le Mirage, dont il a fait la réalisation, scénarisé par Louis Morissette (en collaboration avec François Avard).
En plus de son travail de réalisation, Trogi joue de temps à autre à titre d'acteur.
En 2019, il gagne le prix du meilleur film et de la meilleure réalisation pour le film 1991 lors du Gala Québec Cinéma.

## Filmographie

### Cinéma

#### Courts métrages
- 1994 : Désert médiatique
- 1994 : Le Son de l'ignorance
- 1994 : Le Secret de Sberto
- 1994 : Figaro Pasquale
- 1995 : Seconde chance
- 1996 : C'est arrivé près de chez nous
- 1997 : Le Tango de la neve (Il Tango della nueve)
- 1998 : Le Train du Nord
- 1998 : Southend Stomp
- 1998 : Maurice
- 1998 : Viandes et substituts
- 1999 : One Night

#### Longs métrages
- 2002 : Québec-Montréal
- 2005 : Horloge biologique
- 2009 : 1981
- 2014 : 1987
- 2015 : Le Mirage
- 2016 : 9, le film, sketch Fuite
- 2018 : 1991
- 2021 : Le Guide de la famille parfaite[4]
- 2024 : 1995

### Télévision
- 2004 - 2005 : Smash
- 2006 : Les Étoiles filantes
- 2007 : Les Étoiles filantes 2
- 2011 : Malenfant
- 2015 : Le Berceau des anges[5]
- 2016 - 2018 : Les Simone
- 2020 - 2022 : Les Mecs[6]
- 2020 - 2022 La Maison-Bleue
- 2024 - : Lakay nou